# Lophocoleus albipuncta
Lophocoleus albipuncta là một loài bướm đêm trong họ Noctuidae.